# Nördre Trollsjön
Nördre Trollsjön är en sjö i Älvdalens kommun i Dalarna och ingår i Dalälvens huvudavrinningsområde. Sjön har en area på 0,184 kvadratkilometer och ligger 635,1 meter över havet. Sjön avvattnas av vattendraget Trollvasslan.

## Delavrinningsområde
Nördre Trollsjön ingår i det delavrinningsområde (684566-133864) som SMHI kallar för Utloppet av Nördre Trollsjön. Medelhöjden är 675 meter över havet och ytan är 4,41 kvadratkilometer. Det finns inga avrinningsområden uppströms utan avrinningsområdet är högsta punkten. Trollvasslan som avvattnar avrinningsområdet har biflödesordning 4, vilket innebär att vattnet flödar genom totalt 4 vattendrag innan det når havet efter 525 kilometer. Avrinningsområdet består mestadels av skog (70 procent) och sankmarker (26 procent). Avrinningsområdet har 0,19 kvadratkilometer vattenytor vilket ger det en sjöprocent på 4,2 procent.